# آنتونی آکومو
آنتونی اکومو مشهور به تدی اکومو (انگلیسی: Teddy Akumu؛ زادهٔ ۲۰ اکتبر ۱۹۹۲) بازیکن فوتبال اهل کنیا است که در پست مدافع میانی برای بازی می‌کند.

## دوران باشگاهی
از باشگاه‌هایی که در آن بازی کرده است می‌توان به تیم های خارطوم ، ساگان توسو کرده.
وی همچنین در تیم ملی فوتبال کنیا بازی کرده است.
آنتونی آکومو در ژوئیه ۲۰۲۴ به باشگاه خیبر خرم‌آباد پیوست.